# Förste
Förste is een dorp in de gemeente Osterode am Harz in het Landkreis Göttingen in Nedersaksen in Duitsland. Het werd in 1972 bij Osterode gevoegd en vormt samen met het nabijgelegen Nienstedt een ortsteil. Förste wordt voor het eerst vermeld in een oorkonde uit 990. 
- Gemeinsame Normdatei: 4093038-5
- Nationale Bibliotheek van Israël: 987009864983105171
- Virtual International Authority File: 133168818